# SV Neulengbach
Maillots
Actualités
Le SV Neulengbach est un club autrichien de football féminin basé à Neulengbach et fondé en 1996.

## Palmarès
- Championnat d'Autriche de football féminin
  - Champion (12) : 2003, 2004, 2005, 2006, 2007, 2008, 2009, 2010, 2011, 2012, 2013 et 2014
  - Vice-champion (3) : 1999, 2001 et 2002

- Coupe d'Autriche de football féminin
  - Vainqueur (10) : 2003, 2004, 2005, 2006, 2007, 2008, 2009, 2010, 2011 et 2012
  - Finaliste (4) : 1998, 2013, 2014, 2015, 2016 et 2017

- Supercoupe d'Autriche de football féminin
  - Vainqueur (2) : 2003 et 2004
  - Finaliste (3) : 1999, 2001 et 2002